# Fridrich August Jiří Saský
Fridrich August Jiří Saský (15. ledna 1893, Drážďany – 14. května 1943, Groß Glienicke) byl saský korunní princ, kněz a jezuita.

## Život
Narodil se 15. ledna 1893 v Drážďanech jako syn prince Fridricha Augusta III. Saského a jeho manželky arcivévodkyně Luisy Toskánské. Jeho sourozenci byli princové Fridrich Kristián, Ernst Heinrich a princezny Markéta Karola, Marie Alix a Anna Monika.
Po rozvodu jeho rodičů roku 1902, převzal jeho otec zodpovědnost za své děti.
Vzdělával se svými sourozenci v "princovské škole", kterou založil jeho otec. Když mu bylo 11 let, stal se korunním princem.
Roku 1912 získal středoškolské vzdělání a začal studovat politologii a poté ekonomii na Vratislavské univerzitě. Studium trvalo tři měsíce. Během studia vstoupil do studentského katolického bratrství KDSt.V. Winfridia.
Po studiu vstoupil do Prvního granátnického pluku č. 100. V tomto pluku sloužil i jeho přítel Ludwig Renn.
Když byl vyslán na frontu v První světové válce, byl povýšen do hodnosti kapitána. Během prvních měsíců války utrpěl vážné zranění nohy. Roku 1915 mu císař Vilém II. Pruský mu předal Železný kříž.
27. července 1916 vstoupil do Skupiny armád korunní princ Ruprecht. Dne 30. srpna 1916 získal Vojenský řád sv. Jindřicha.
30. listopadu 1917 byl povýšen do hodnosti majora a začal vést První saský královský pěší pluk č. 104. Tento pluk vedl do 22. května 1918.
Na jaře 1918 noviny oznámily jeho zásnuby s vévodkyní Marií Amalií, dcerou vévody Albrechta Württemberského. Konec saského království a touha po kněžství tyto zásnuby zrušila.
13. listopadu 1918 jeho otec abdikoval a roku 1919 se Fridrich vzdal nástupnictví na trůn. Začal studovat filosofii na Univerzitě v Tübingenu a na Vratislavské univerzitě. Teologii studoval na Freiburské univerzitě. Mezitím vstoupil k jezuitům.
15. července 1924 byl vysvěcen na kněze a pastoračně působil v Berlíně.
Zemřel 14. května 1943 při plavání v jezeře Groß Glienicke v Berlíně. Jeho tělo bylo nalezeno za několik týdnů po smrti. Byl pohřben v katedrále Nejsvětější Trojice v Drážďanech.

## Tituly a vyznamenání

### Tituly
- 15. ledna 1893 – 15. října 1904: Jeho královská Výsost princ Fridrich August Saský, vévoda saský
- 15. října 1904 – 1923: Jeho královská Výsost Fridrich August, korunní princ saský
- 1923 – 14. května 1943: otec Georg Prinz von Sachsen

### Vyznamenání
- rytíř Řádu zlatého rouna – Rakousko-Uhersko, 1914
- rytíř Řádu sv. Huberta – Bavorsko
- rytíř Královského řádu svatých Cyrila a Metoděje – Bulharsko
- rytíř Řádu černé orlice – Prusko
- Železný kříž 1. a 2. třídy – Prusko
- rytíř Řádu routové koruny – Sasko
- velkokříž Vojenského řádu sv. Jindřicha – Sasko
- komandér 1. třídy Řádu Albrechtova – Sasko

## Vývod z předků
|                            |                              |  |                          |                                              |  |  |  |  |  |  |  | Maxmilián Saský |
|                            |                              |  |                          |                                              |  |  |  |  |  |  |  |                 |
|                            | Jan I. Saský                 |  |                          |                                              |  |  |  |  |  |  |  |                 |
|                            |                              |  |                          |                                              |  |  |  |  |  |  |  |                 |
|                            |                              |  |                          | Karolína Bourbonsko-Parmská                  |  |  |  |  |  |  |  |                 |
|                            |                              |  |                          |                                              |  |  |  |  |  |  |  |                 |
|                            | Jiří I. Saský                |  |                          |                                              |  |  |  |  |  |  |  |                 |
|                            |                              |  |                          |                                              |  |  |  |  |  |  |  |                 |
|                            |                              |  |                          | Maxmilián I. Josef Bavorský                  |  |  |  |  |  |  |  |                 |
|                            |                              |  |                          |                                              |  |  |  |  |  |  |  |                 |
|                            | Amálie Augusta Bavorská      |  |                          |                                              |  |  |  |  |  |  |  |                 |
|                            |                              |  |                          |                                              |  |  |  |  |  |  |  |                 |
|                            |                              |  |                          | Karolína Frederika Vilemína Bádenská         |  |  |  |  |  |  |  |                 |
|                            |                              |  |                          |                                              |  |  |  |  |  |  |  |                 |
|                            | Fridrich August III. Saský   |  |                          |                                              |  |  |  |  |  |  |  |                 |
|                            |                              |  |                          |                                              |  |  |  |  |  |  |  |                 |
|                            |                              |  |                          | Ferdinand Sasko-Kobursko-Gothajský           |  |  |  |  |  |  |  |                 |
|                            |                              |  |                          |                                              |  |  |  |  |  |  |  |                 |
|                            | Ferdinand II. Portugalský    |  |                          |                                              |  |  |  |  |  |  |  |                 |
|                            |                              |  |                          |                                              |  |  |  |  |  |  |  |                 |
|                            |                              |  |                          | Maria Antonia Koháry de Csábrág              |  |  |  |  |  |  |  |                 |
|                            |                              |  |                          |                                              |  |  |  |  |  |  |  |                 |
|                            | Marie Anna Portugalská       |  |                          |                                              |  |  |  |  |  |  |  |                 |
|                            |                              |  |                          |                                              |  |  |  |  |  |  |  |                 |
|                            |                              |  |                          | Petr I. Brazilský                            |  |  |  |  |  |  |  |                 |
|                            |                              |  |                          |                                              |  |  |  |  |  |  |  |                 |
|                            | Marie II. Portugalská        |  |                          |                                              |  |  |  |  |  |  |  |                 |
|                            |                              |  |                          |                                              |  |  |  |  |  |  |  |                 |
|                            |                              |  |                          | Marie Leopoldina Habsbursko-Lotrinská        |  |  |  |  |  |  |  |                 |
|                            |                              |  |                          |                                              |  |  |  |  |  |  |  |                 |
| Fridrich August Jiří Saský |                              |  |                          |                                              |  |  |  |  |  |  |  |                 |
|                            |                              |  |                          |                                              |  |  |  |  |  |  |  |                 |
|                            |                              |  | Ferdinand III. Toskánský |                                              |  |  |  |  |  |  |  |                 |
|                            |                              |  |                          |                                              |  |  |  |  |  |  |  |                 |
|                            | Leopold II. Toskánský        |  |                          |                                              |  |  |  |  |  |  |  |                 |
|                            |                              |  |                          |                                              |  |  |  |  |  |  |  |                 |
|                            |                              |  |                          | Luisa Marie Amélie Tereza Neapolsko-Sicilská |  |  |  |  |  |  |  |                 |
|                            |                              |  |                          |                                              |  |  |  |  |  |  |  |                 |
|                            | Ferdinand IV. Toskánský      |  |                          |                                              |  |  |  |  |  |  |  |                 |
|                            |                              |  |                          |                                              |  |  |  |  |  |  |  |                 |
|                            |                              |  |                          | František I. Neapolsko-Sicilský              |  |  |  |  |  |  |  |                 |
|                            |                              |  |                          |                                              |  |  |  |  |  |  |  |                 |
|                            | Marie Antonie Sicilská       |  |                          |                                              |  |  |  |  |  |  |  |                 |
|                            |                              |  |                          |                                              |  |  |  |  |  |  |  |                 |
|                            |                              |  |                          | Marie Isabela Španělská                      |  |  |  |  |  |  |  |                 |
|                            |                              |  |                          |                                              |  |  |  |  |  |  |  |                 |
|                            | Luisa Toskánská              |  |                          |                                              |  |  |  |  |  |  |  |                 |
|                            |                              |  |                          |                                              |  |  |  |  |  |  |  |                 |
|                            |                              |  |                          | Karel II. Parmský                            |  |  |  |  |  |  |  |                 |
|                            |                              |  |                          |                                              |  |  |  |  |  |  |  |                 |
|                            | Karel III. Parmský           |  |                          |                                              |  |  |  |  |  |  |  |                 |
|                            |                              |  |                          |                                              |  |  |  |  |  |  |  |                 |
|                            |                              |  |                          | Marie Tereza Savojská                        |  |  |  |  |  |  |  |                 |
|                            |                              |  |                          |                                              |  |  |  |  |  |  |  |                 |
|                            | Alice Bourbonsko-Parmská     |  |                          |                                              |  |  |  |  |  |  |  |                 |
|                            |                              |  |                          |                                              |  |  |  |  |  |  |  |                 |
|                            |                              |  |                          | Karel Ferdinand Bourbonský                   |  |  |  |  |  |  |  |                 |
|                            |                              |  |                          |                                              |  |  |  |  |  |  |  |                 |
|                            | Luisa Marie Terezie z Artois |  |                          |                                              |  |  |  |  |  |  |  |                 |
|                            |                              |  |                          |                                              |  |  |  |  |  |  |  |                 |
|                            |                              |  |                          | Marie Karolína Neapolsko-Sicilská            |  |  |  |  |  |  |  |                 |
|                            |                              |  |                          |                                              |  |  |  |  |  |  |  |                 |